# Cena zamknięcia
Cena zamknięcia - to cena, przy której producentowi jest obojętne, czy wytwarza, czy nie; jest ona równa przeciętnym kosztom zmiennym (E.Czarny 2006, s. 141). Inaczej mówiąc cena zamknięcia to cena równa przeciętnym kosztom zmiennym.
Dopóki cena produktu jest wyższa od poziomu przeciętnego kosztu zmiennego, przedsiębiorstwo nie przerywa produkcji, gdyż cena pokrywa koszty bieżące związane z produkcją oraz część kosztów stałych. Gdyby cena spadła poniżej tego poziomu, w celu uniknięcia powiększania strat przedsiębiorstwo powinno zaprzestać produkcji.
W krótkim okresie nawet gdy cena produktu będzie równa lub niższa od przeciętnego kosztu zmiennego i produkcja stanie się ewidentnie nieopłacalna, przedsiębiorca może zastanawiać się nad celowością kontynuowania produkcji w celu utrzymania dotychczasowych powiązań z nabywcami, oraz dodatkowymi kosztami związanymi z ewentualnym późniejszym, ponownym wchodzeniem przedsiębiorstwa na rynek. W przypadku występowania takiej sytuacji w długim okresie przedsiębiorstwo nie ma możliwości utrzymania się na rynku.